# زمان نمایش (فیلم)
زمان نمایش (به هندی: Zamane Ko Dikhana Hai) فیلمی محصول سال ۱۹۸۱ و به کارگردانی ناصر حسین است. در این فیلم بازیگرانی همچون ریشی کاپور، پادمینی کولاپوری، امجد خان، طارق خان، راوی بهل، راندهیر کاپور و قادرخان ایفای نقش کرده‌اند.